# Sydkorea i olympiska sommarspelen 1964
Sydkorea deltog med 154 deltagare vid de olympiska sommarspelen 1964 i Tokyo. Totalt vann de två silvermedaljer och en bronsmedalj.

## Medaljer

### Silver
- Chung Shin-Cho - Boxning, bantamvikt.
- Chang Chang-Sun - Brottning, flugvikt.

### Brons
- Kim Eui-Tae - Judo, mellanvikt.